# Polynemus paradiseus
Polynemus paradiseus is een straalvinnige vissensoort uit de familie van de draadvinnigen (Polynemidae). De wetenschappelijke naam is gepubliceerd in 1758 door Linnaeus in de tiende editie van Systema naturae.